# 15563 Remsberg
15563 Remsberg eller 2000 GG48 är en asteroid i huvudbältet som upptäcktes den 5 april 2000 av LINEAR i Socorro County, New Mexico. Den är uppkallad efter Jarrett R. Remsberg.
Den tillhör asteroidgruppen Nysa.